# Gare de Shin-Kiba
La gare de Shin-Kiba (新木場駅, Shin-Kiba-eki) est une gare ferroviaire de la ville de Tokyo au Japon. Elle est située dans l'arrondissement de Kōtō. Elle est exploitée par la compagnies East Japan Railway Company (JR East), Tokyo Metro et Tokyo Waterfront Area Rapid Transit (TWR).

## Situation ferroviaire
La gare de Shin-Kiba est située au point kilométrique (PK) 7,4 de la ligne Keiyō. Elle marque la fin des lignes Yūrakuchō et Rinkai.

## Histoire
La gare a été inaugurée le 8 juin 1988 sur la ligne Yūrakuchō. La ligne Keiyō y arrive le 10 mars 1990 et la ligne  Rinkai le 30 mars 1996.

## Service des voyageurs

### Accueil

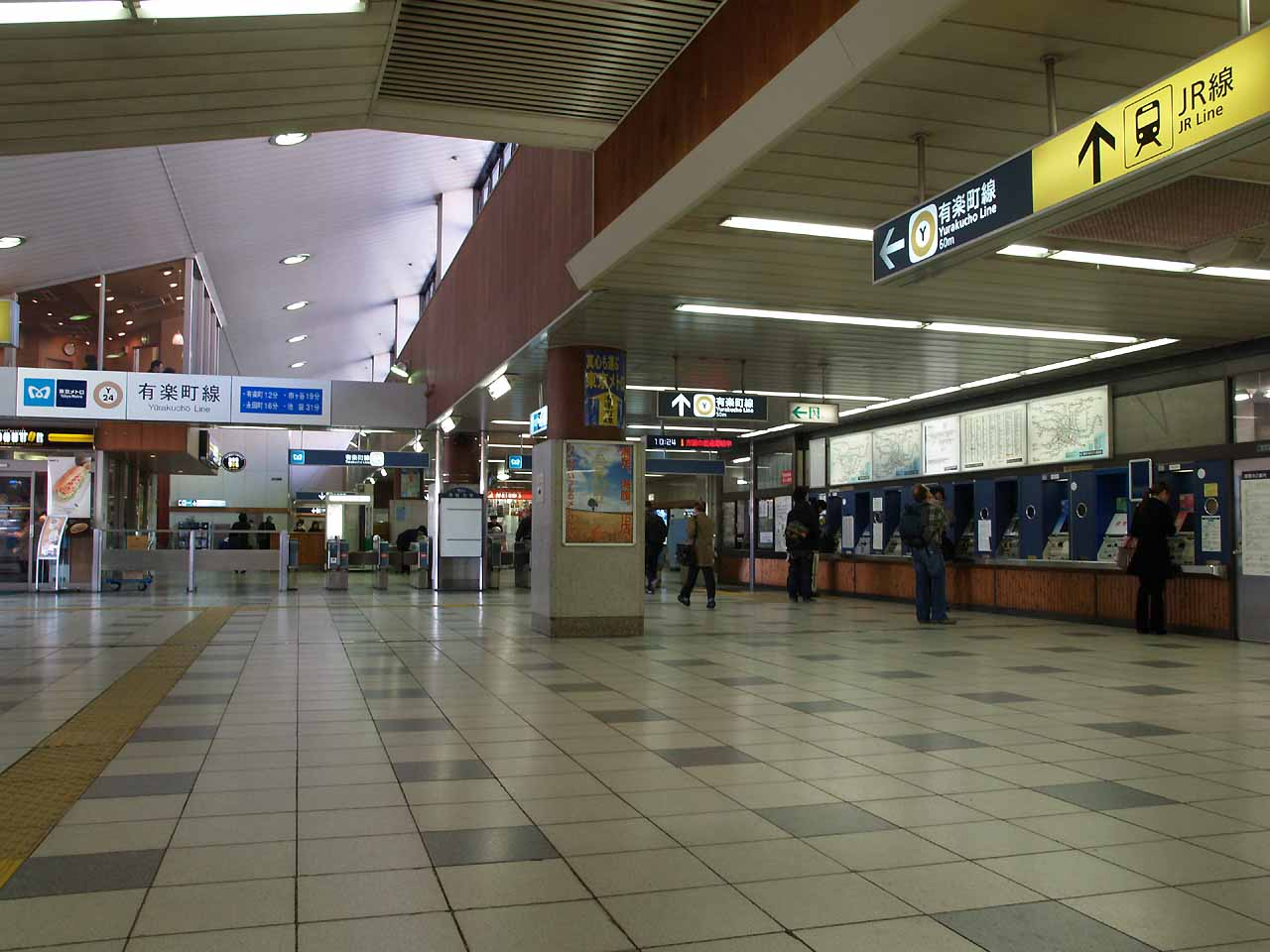
Hall de la gare

La gare dispose d'un bâtiment voyageurs, avec guichets, ouvert tous les jours.

### Desserte

#### JR East
- Ligne Keiyō :
  - voie 1 : direction Maihama, Nishi-Funabashi (interconnexion avec la ligne Musashino) et Soga
  - voie 2 : direction Tokyo

#### Tokyo Metro
- Ligne Yūrakuchō :
  - voie 1 : terminus
  - voie 2 : direction Kotake-Mukaihara (interconnexion avec la ligne Seibu Yūrakuchō pour Hannō) ou Wakōshi (interconnexion avec la ligne Tōbu Tōjō Line pour Shinrinkōen))

#### TWR
- Ligne Rinkai :
  - voies 1 et 2 : direction Ōsaki (interconnexion avec la ligne Saikyō pour Ōmiya)